# ناحیه کلاید، شهرستان سنت کلیر، میشیگان
ناحیه کلاید (به انگلیسی: Clyde Township) یک منطقهٔ مسکونی در ایالات متحده آمریکا است که در شهرستان سنت کلیر، میشیگان واقع شده‌است.
 ناحیه کلاید ۹۳٫۲ کیلومتر مربع مساحت و ۵٬۵۷۹ نفر جمعیت دارد و ۲۱۲ متر بالاتر از سطح دریا واقع شده‌است.